# Kel-Tec PLR 16
Le PLR 16 est un pistolet chambré en 5.56 NATO fabriqué par Kel-Tec (en), déjà connu pour ses fusils à pompes KSG. Il utilise des chargeurs de M16, AR15 et certains autres fusils utilisant ce même calibre.
Il est conçu pour la chasse ou la randonnée. Il pèse 1,55 kg et fait 47 cm de long. Il possède un canon fileté qui permet d'y placer un compensateur, cache-flamme ou silencieux ainsi qu'un rail picatinny pour placer un viseur. L'arme peut utiliser la plupart des chargeurs de M-16. La sureté est un bouton qui s'enfonce et bloque la queue de détente.
Le démontage peut s'effectuer avec une simple cartouche qui permettra de pousser les axes hors de leur logement.